# Парада ритма
Парада ритма, позната и као Ватромет ритма, била је серија концерата одржана у СФРЈ током 1964. и 1965. године. Прва серија концерата позната је као први рок фестивал у Југославији и вероватно први рок фестивал у некој комунистичкој држави.

## Историјат

### 1964
Парада ритма
Први концерт одржан је у београдском Дому синдиката, у јануару 1964. године. На њему су учествовали бендови Сафири, Луталице, Златни дечаци, Искре и певачица Иванка Павловић уз пратњу бенда Ваљевски дечаци.

### Ватромет ритма (Београд)
Други концерт одржан је 24. марта 1964. године у Хали 3 Београдског сајма и сматра се првим великим рок концертом у СФРЈ. На концерту је наступао велики број бендова укључујући Сафире, Наутилиус, Златне дечаке, Луталице, Искре, Црвене кораље, Саџо и бенд Елипсе.

### Ватромет ритма (Нови Сад)
Први концерт у Новом Саду одржан је 14. октобра 1964. године на Новосадском сајму. Бендови који су наступили изабрани су анкетом коју је спровео музички магазин Ритам. Наступили су Фараони, Елипсе, Детлићи, Силуете и Црвени кораљи.

### 1965
Парада ритма
Концерт је одржан у Хали 3 Београдског сајма. Фестивал је имао такмичарски карактер. На концерту су наступили Луталице и Четири бебе, док су Силуете, Пламених 5, Сањалице, Јуниори Плави дечаци и Елипсе наступили у такмичарском делу, а сваки бенд је извео по три песме. Силуете су проглашене за најбољи бенд, а концерту је присуствовало око 3.500 људи.